# Intermedio
Intermedio (hay còn gọi là intromessa, introdutto, tramessa, tramezzo, intermezzo) là màn trình diễn với âm nhạc và khiêu vũ trong thời kỳ Phục hưng Ý, đây là một trong các tiền thân của opera và ảnh hưởng đến các hình thức khác như masque.
Intermedio được viết và trình diễn từ cuối thế kỷ 15 qua đến thế kỷ 17, mặc dù sự phát triển đỉnh cao của nó vào khoảng cuối thế kỷ 16. Sau năm 1600, hình thức này sáp nhập với opera với hầu hết các phần diễn, Intermedio đã tiếp tục được sử dụng trong các vở kịch không nhạc ở một số bối cảnh (ví dụ ở các học viện) và cũng được dùng giữa các cảnh diễn của các vở opera.

## Phát triển
Intermedio phát triển trước tiên không phải ở Florence mà tại Ferrara vào cuối thế kỷ 15. Nó xuất hiện giữa năm cảnh diễn của các vở kịch bởi của tác giả cổ điển như Plautus và Terence.

## Hình thức tương tự bên ngoài Ý
Một hình thức tương tự được phát triển ở Pháp cùng thời điểm này là intermède; hình thức này phụ thuộc vào vũ đạo hơn phiên bản Ý.

## Xuất bản nhạc và đĩa hát
- Andrew C. Minor and Bonner Mitchell, A Renaissance Entertainment, (Univ. Missouri Press, 1968).
- Martin Grayson, George and Rosemary Bate, Music for a Medici Wedding, (Modern playing edition of 1539 Intermedio), http://www.alfredston-music.co.uk Lưu trữ ngày 19 tháng 4 năm 2008 tại Wayback Machine (1994).
- D. P. Walker, Musique des Intermedes de "La Pellegrina", (CNRS, Paris), (1963, reprinted 1986).
- Firenze 1539 - Musiche fatte nelle nozze dello illustrissimo duca di Firenze il signor Cosimo de Medici et della illustrissima consorte sua mad. Leonora da Tolletto, Centro de Musique Ancienne di Genevra / Studio di Musica Rinascimentale di Palermo / Schola "Jacopo da Bologna", conducted by Gabriel Garrido, (TACTUS TC 500301).
- Ein Hochzeitsfest in Florenz 1539, Weser-Renaissance Bremen, conducted by Manfred Cordes, in: Tage alter Musik in Herne 2001: Allianzen - Musik und Politik in Werken vom Mittelalter bis zur Romantik. Westdeutscher Rundfunk Köln / Tage alter Musik Herne, http://www.tage-alter-musik.de (2001). Only the intermedii by Corteccia.
- La Pellegrina - Music for the Wedding of Ferdinando De Medici and Christine de Lorraine, Florence 1589, conducted by Andrew Parrot, (EMI).
- La Pellegrina - Music for the Wedding of Ferdinando De Medici and Christine de Lorraine, Princess of France, Florence 1589, conducted by Paul Van Nevel, singers: Katelijne Van Laethem, Pascal Bertin, et al. (Sony/Columbia - 63362, 1998). 2 CDs.
- La Pellegrina - Intermedii 1589, Capriccio Stravagante Renaissance Orchestra and Collegium Vocale Gent conducted by Skip Sempe, singers: Dorothée Leclair, Soprano / Monika Mauch, Soprano / Pascal Bertin, Alto / Stephan van Dyck, Tenor / Jean-François Novelli, Tenor / Antoni Fajardo, Bass. (2 CDs Paradizo PA0004 - 2007)